# Adinaefiola
Adinaefiola is een geslacht van inktvissen uit de familie van de Sepiolidae.

## Soorten
- Adinaefiola aurantiaca (Jatta, 1896)
- Adinaefiola ligulata (Naef, 1912)
- Adinaefiola pfefferi (Grimpe, 1921)